# Roman, Eure

Roman este o comună în departamentul Eure, Franța. În 1 ianuarie 2018 avea o populație de 276 de locuitori.